# امتونگا
امتونگا (به سوئدی: Emtunga) یک منطقه مسکونی است که در بخش وارا شهرستان وسترا یوتلاند در کشور سوئد واقع شده است. جمعیت امتونگا در پایان سال ۲۰۱۰ بالغ بر ۲۷۳ نفر بوده است.